# Lorenzo Bianchi

Wappen von Lorenzo Bianchi

Lorenzo Bianchi, PIME, (* 1. April 1899 in Corteno Golgi; † 14. Februar 1983 in Brescia) war ein italienischer Geistlicher und Missionar.
Während des Ersten Weltkrieges wurde er zum Militärdienst in der italienischen Armee eingezogen. 1920 trat Bianchi in das Päpstliche Institut für die auswärtigen Missionen ein. Am 23. September 1922 wurde er zum Priester geweiht. Anschließend wurde er in die Mission nach Hongkong geschickt und kam dort am 13. September 1923 an.
Am 21. April 1949 ernannte Papst Pius XII. ihn zum Koadjutor-Bischof von Hongkong und Titularbischof von Choma. Am 9. Oktober 1949 erhielt er durch Enrico Pascal Valtorata, PIME, Bischof von Hongkong, in Hongkong die Bischofsweihe. Mitkonsekratoren waren Gustave-Joseph Deswazières, MEP, Bischof von Beihai, und Adolph John Paschang, MM, Bischof von Jiangmen. Nach seiner Weihe reiste er in die Mission nach China und wurde verhaftet. Als am 3. September 1951 Enrico Pascal Valtorata starb, folgte er ihm als Bischof von Hongkong nach. Nach seiner Freilassung am 17. Oktober 1952 wurde er am 26. Oktober 1952 als zweiter Bischof von Hongkong inthronisiert. Papst Paul VI. nahm am 30. November 1968 seinen Rücktritt an und ernannte ihn zum Titularbischof von Sorres. Er nahm an allen vier Sitzungsperioden des Zweiten Vatikanischen Konzils teil. Zuerst wurde er auf dem Friedhof der Villa Grugana di Calco des Päpstlichen Instituts für die auswärtigen Missionen bestattet. 2014 wurde er in die Krypta der Kathedrale in Hongkong umgebettet.